# Stichopogon obscurus
Stichopogon obscurus är en tvåvingeart som först beskrevs av Hardy 1928.  Stichopogon obscurus ingår i släktet Stichopogon och familjen rovflugor. Inga underarter finns listade i Catalogue of Life.